# Conobea
Conobea é um género botânico pertencente à família Plantaginaceae. Tradicionalmente este gênero era classificado na família das Scrophulariaceae.

## Espécies
Apresenta 16 espécies:
- Conobea alata
- Conobea aquatica
- Conobea borealis
- Conobea indica
- Conobea innominata
- Conobea intermedia
- Conobea multifida
- Conobea ovata
- Conobea polystachya
- Conobea pumila
- Conobea punctata
- Conobea pusilla
- Conobea scoparioides
- Conobea vandellioides
- Conobea verticillaris
- Conobea viscosa